# جون باركر ويلسون
جون باركر ويلسون (بالإنجليزية: John Parker Wilson)‏ هو لاعب كرة قدم أمريكية أمريكي، ولد في 17 أكتوبر 1985 في مونتغومري في الولايات المتحدة.

## وصلات خارجية
- جون باركر ويلسون على موقع مرجع كرة القدم المحترفة.كوم (الإنجليزية)